# Auronzói-tó
Az Auronzói-tó (olaszul: lago di Auronzo), más néven Szent Katalin-tó (olaszul: lago di Santa Caterina) egy mesterséges tó a Dolomitokban, Észak-Olaszországban, Veneto régióban, Belluno megyében, Auronzo di Cadore község mellett.

## Fekvése
Auronzói-tó az Ansiei folyó völgyében fekszik, Auronzo di Cadore község mellett, a Cadore nevű völgyvidéken. A folyón az 1930-as években megépítették a Santa Caterina völgyzáró gátat, így keletkezett a mesterségesen felduzzasztott tó. A gátnál vízerőmű működik.
A tavat a Dolomitok keleti hegycsoportjai veszik körül. Nyugaton a Cadini-hegycsoport, északkeleten a Sexteni-Dolomitok délkeletnek kifutó hegylánca, ennek utolsó csúcsa a 2456 m magas Monte Aiarnola. Délre és délnyugatra, a tó déli partján a Marmarole hegycsoport előhegyei emelkednek.
A tó északi partján fekszik Auronzo di Cadore község. Az Ansiei-völgyben halad az SS48 számú országos főútvonal, amely nyugat-keleti irányban átszeli a Dolomitok központi régióit, és Cortina d’Ampezzón keresztül vezet a Piave folyóhoz. Az Ansiei folyó a völgyzáró gát alatt mintegy 4 km-rel, Cima Gogna résztelepülésnél torkollik a Piavéba. A tóról északnyugati irányba tekintve az Ansiei-völgy nagy kanyarulatán túl a Cadini és a Drei Zinnen csúcsait lehet látni.

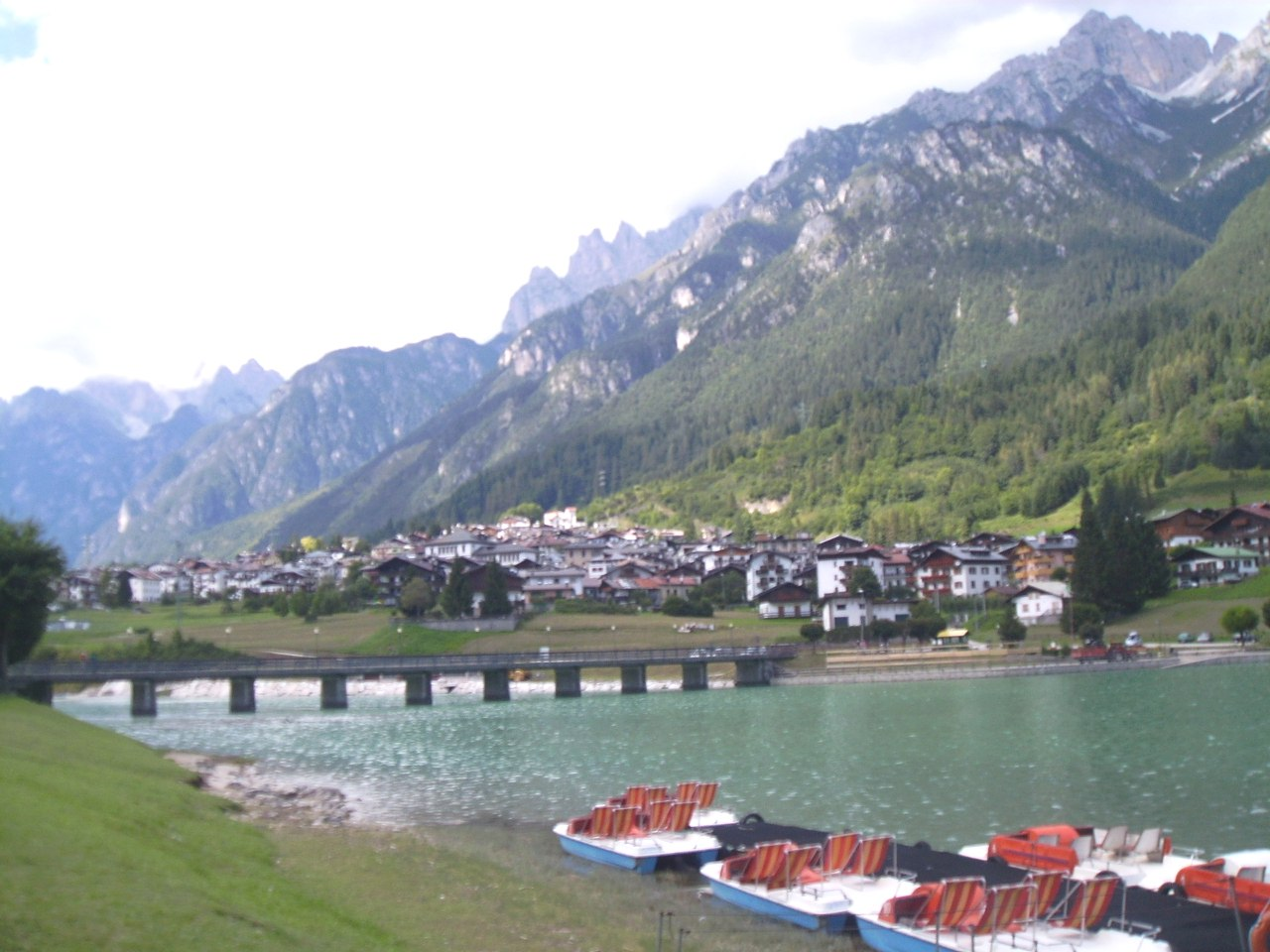
Transacqua – Híd a tó fölött
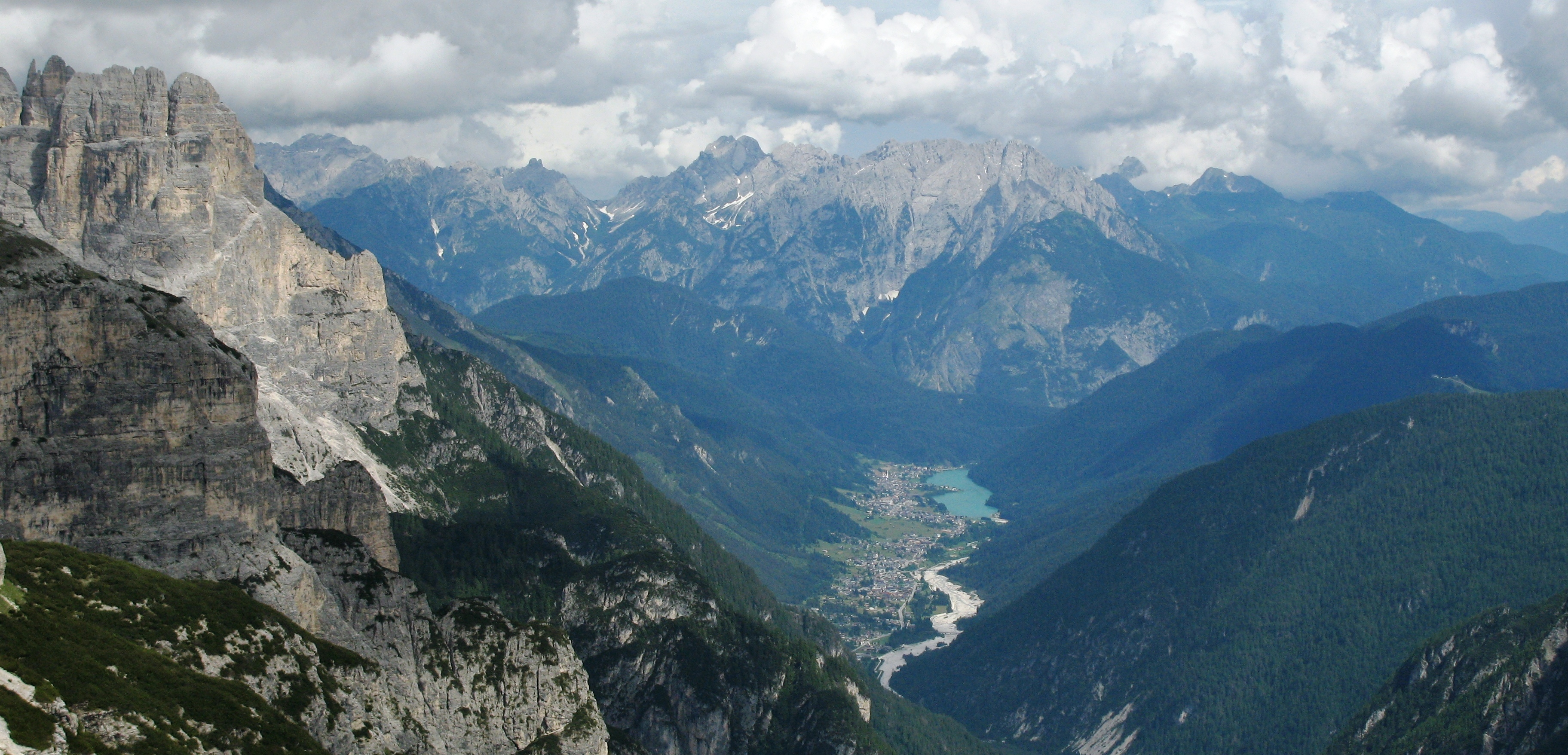
A tó nyugat felől, a Drei Zinnen csúcsáról nézve
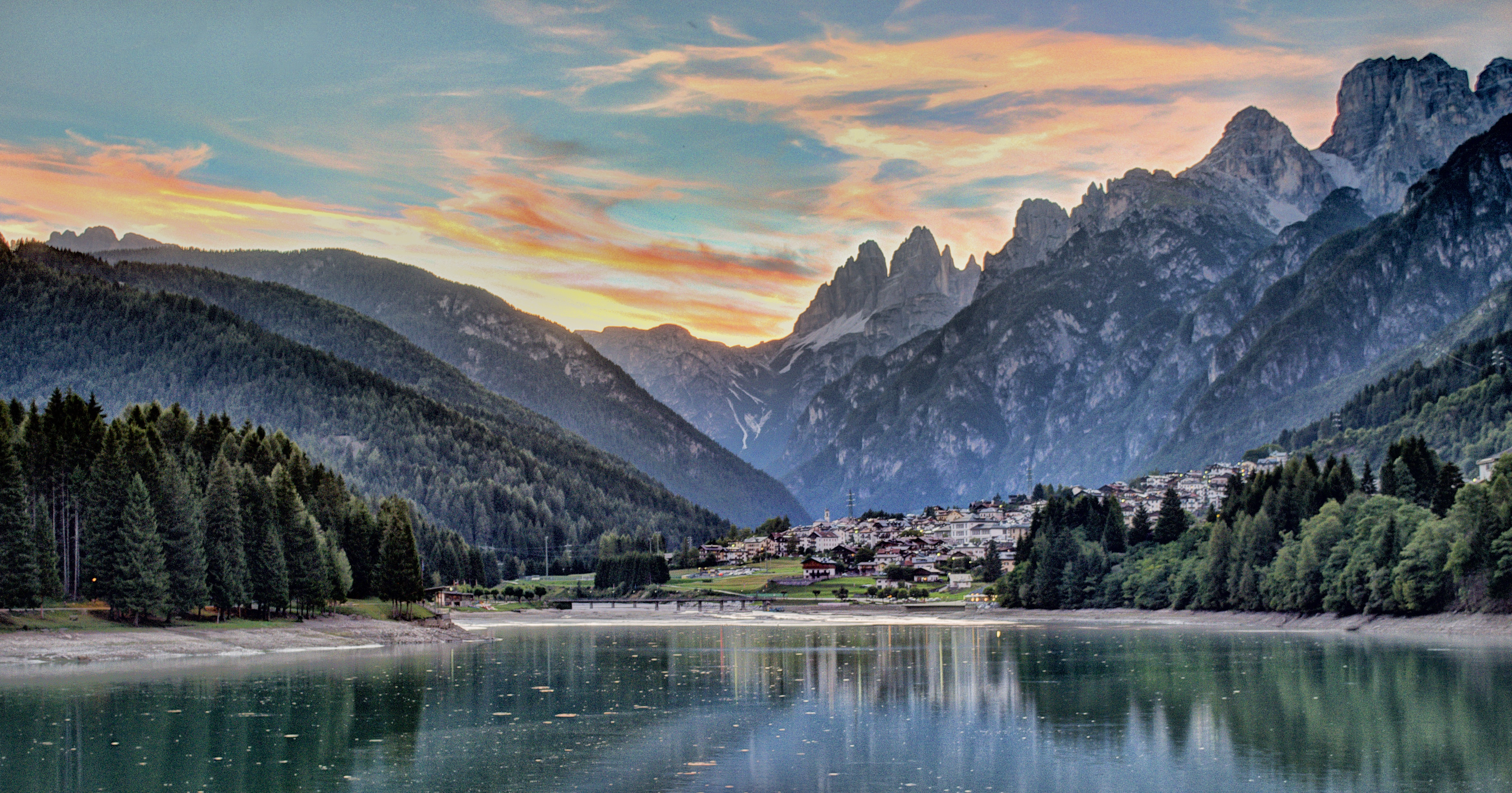
Napnyugta. Háttérben a Cadini és a Drei Zinnen
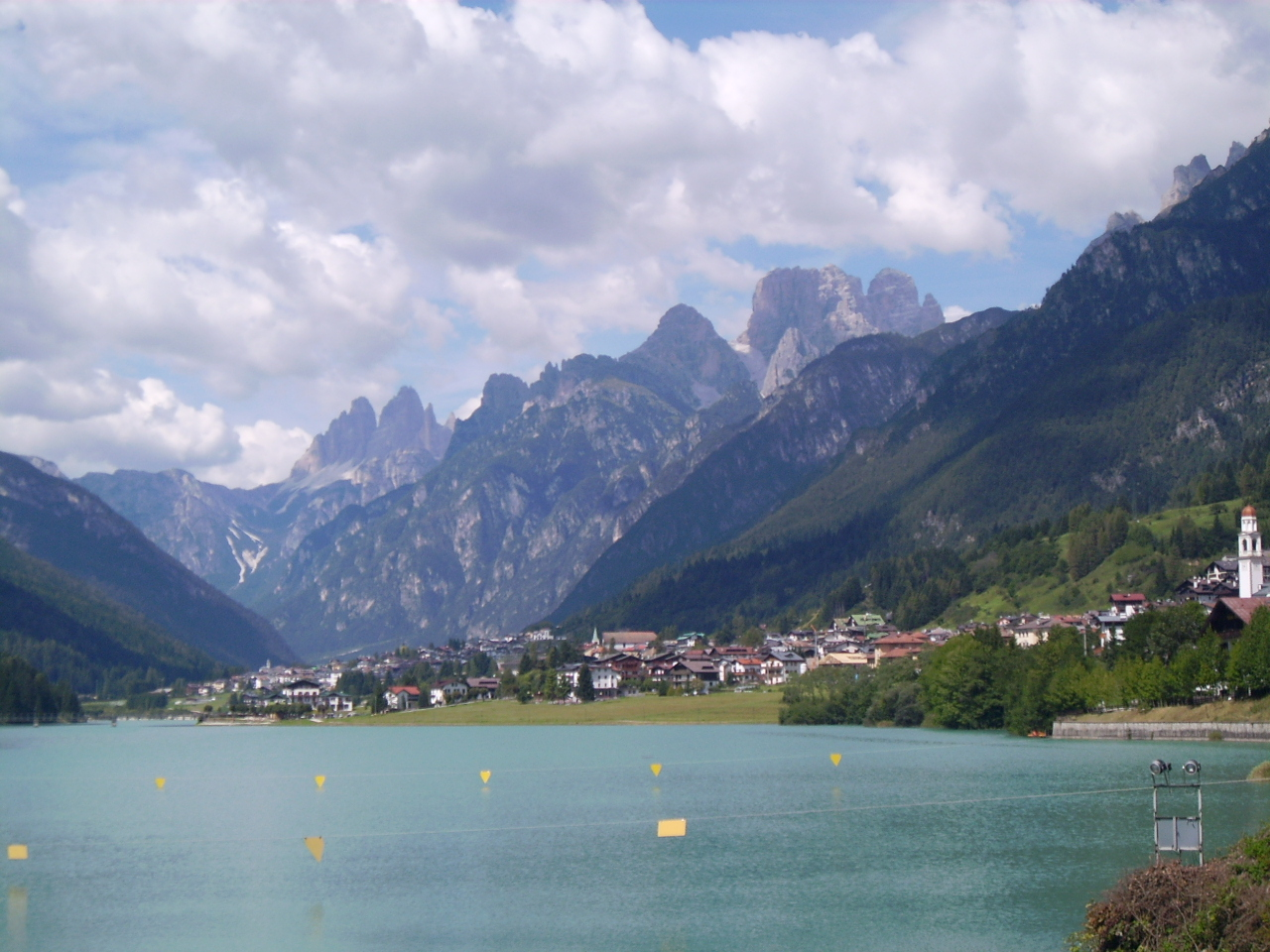
A tó keletről, háttérben a Cadini és a Drei Zinnen

## Keletkezése
A völgyzáró gát építése 1930-ban kezdődött, a folyóvölgy elrekesztésével mintegy 2 km hosszú medence keletkezett A gátat (és elvileg a tavat is) Szent Katalinról nevezték el, mert a gát helyén egy 1500-as évekből való Szent Katalin-kápolna állt.
Maga a völgyzáró gát 55 méter magas, alapjánál 35 méter, koronájánál 5,5 méter vastag. Építési munkálatai 1932 januárjában fejeződtek be. Több magáncégnek is kiadták koncesszióba, először a „Società forze idrauliche dell’Alto Cadore”, majd a Società Adriatica di Elettricità-nak (SADE), majd a Barnabo–Vascellari cégcsoportnak, amelyet 1962-ben államosítottak, és beolvasztottak az Állami Villamosenergia Művek részvénytársaságba (Ente Nazionale per l’energia Elettrica S.p.A. rövidítve Enel-be.
A Giro d’Italia kerékpárverseny útvonala rendszeresen a tó partján vezet el. A tó népszerű vízisport-helyszín, évente kenubajnokságot rendeznek, és a cadorei motorcsónak-versenyt (Gran Premio Motonautico del Cadore) is itt rendezik.